# Nyitra és Pozsony k.e.e. vármegye

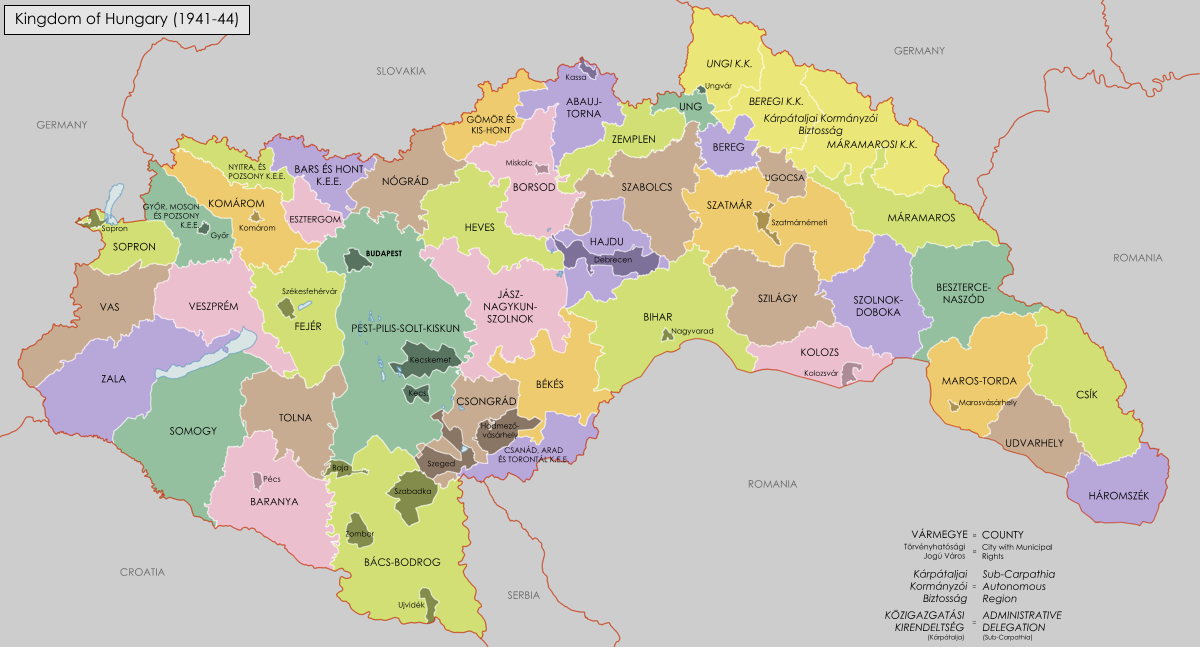
Magyarország 1941 és 1944 között

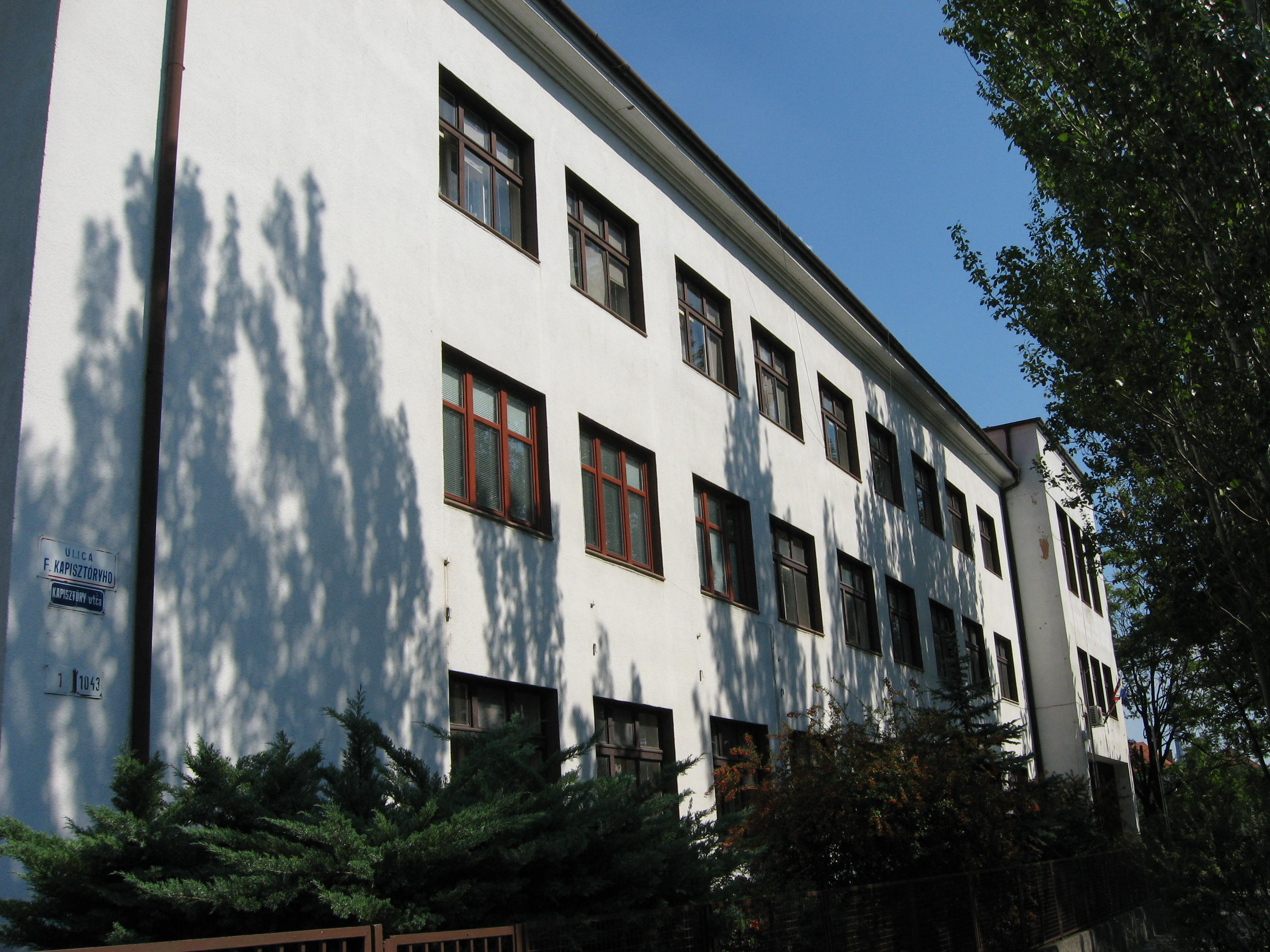
Az egykori vármegyeház épülete Érsekújvárban

Nyitra és Pozsony közigazgatásilag egyelőre egyesített (k.e.e.) vármegye Magyarország egyik vármegyéje volt 1938 és 1945 között.
Az I. bécsi döntés következtében jött létre, amikor más területek mellett az egykori Nyitra vármegye kisebb és Pozsony vármegye jelentős része újra a magyar állam fennhatósága alá került. Ekkor Pozsony megyének a Kis-Dunától északra fekvő részét és Nyitra megye visszatért területeit (tíz község kivételével) összevonták Nyitra és Pozsony k.e.e. vármegye néven Érsekújvár székhellyel, és hozzá csatoltak néhány további települést a szomszédos megyéktől.
A II. világháború végén kötött fegyverszüneti megállapodást követően ismét az 1938 előtti határok álltak helyre, ezért a megye megszűnt, mivel teljes területe ismét Csehszlovákia része lett.

## A megyéhez tartozó területek
Az első bécsi döntés következtében a honvédség csak a kijelölt katonai határvonalig szállta meg a visszacsatolt területeket. Nyitra és Pozsony vármegyében Alsójattó, Kalász, Nagycétény, Nagyhind és Vága a magyar-csehszlovák határmegállapító bizottság megegyezése következtében kerültek vissza.
Nyitra és Pozsony k.e.e. vármegye az alábbi területekből állt:
- Az 1918 előtti Nyitra vármegye 1938-ban Magyarországhoz csatolt része (1939. március 14-én Cseklész, Gány és Barakony Szlovákiához, Vága, Alsójattó és Nagycétény Magyarországhoz került), kivéve Nemesdicske, Vajk és Zsitvamártonfalva, melyek Bars és Hont k.e.e. vármegyébe tagozódtak. Kalász és Nagyhind az 1939-es területcserekor szintén Bars és Hont k.e.e. vármegyéhez kerültek. 1940-ben újabb községeket csatoltak Bars és Hont k.e.e. vármegyéhez: Gyarak, Kismánya, Nagycétény, Nemespann és Szentmihályúr.
- Az 1918 előtti Pozsony vármegye 1938-ban Magyarországhoz csatolt részéből a Kis-Dunától északra fekvő terület.
- Az 1918 előtti Komárom vármegye 1938-ban Magyarországhoz csatolt részéből 11 község (Csúz, Fűr, Jászfalu, Kamocsa, Kisbaromlak, Kolta, Komáromcsehi, Komáromszemere, Kürt, Szimő és Udvard).
- Az 1918 előtti Bars vármegye 1938-ban Magyarországhoz csatolt részéből Újlót és Zsitvabesenyő községek.

## Közigazgatási beosztása
A vármegye területe három járásra és egy megyei városra oszlott.
- Érsekújvári járás (székhelye Érsekújvár)
- Galántai járás (Galánta)
- Vágsellyei járás (Vágsellye)
- Érsekújvár megyei város

### Főispánjai
- Jaross Vilmos Móric
- Thuróczy Károly[2]

## Terület és népesség
A megye területe 1543 km², népessége az 1941. évi népszámlálás alapján 180 991 fő volt.
1941-ben Érsekújvár népessége 23 306 fő volt, a többi település közül egy sem érte el a 7000 főt.

## Pozsony vármegye maradék területének felosztása
Az egykori Pozsony vármegyének csak kisebb része került Nyitra és Pozsony k.e.e. vármegyéhez.
A Szigetközbe eső részét, amely végig Magyarországhoz tartozott, az 1923-ban kialakított beosztás szerint meghagyták Győr, Moson és Pozsony k.e.e. vármegye keretében, míg a legnagyobb, a Csallóközbe eső részt Komárom vármegyéhez csatolták.